# Aquarium Berlin
Das Aquarium Berlin besteht seit 1913 und ist heute eine der artenreichsten Einrichtungen dieser Art weltweit. Neben Meeres- und Süßwasserbewohnern werden auch Amphibien, Reptilien und Insekten gezeigt. Das Haus liegt im Ortsteil Tiergarten des Bezirks Mitte auf dem Gelände des Zoologischen Gartens. Ein zweiter Eingang führt vom Olof-Palme-Platz an der Budapester Straße in das Gebäude.
Für Kinder und Jugendliche werden differenzierte Programme angeboten. Zusammen mit dem Zoologischen Garten steht das Aquarium Berlin unter Denkmalschutz. Beide Einrichtungen werden gemeinsam als börsennotierte und gemeinnützige Aktiengesellschaft geführt.

## Geschichte

### Vorgeschichte
An der Nordseite der Straße Unter den Linden/Ecke Schadowstraße in der Nähe des Brandenburger Tores existierte von 1869 bis 1910 das von Alfred Brehm gegründete erste Aquarium Berlins. Doch am 30. September 1910 musste es aus wirtschaftlichen Erwägungen schließen, das Haus in attraktiver Lage wurde abgerissen und durch einen Neubau ersetzt. Die Tierbestände gingen in verschiedene auswärtige Aquarien. Danach blieb Berlin drei Jahre lang ohne großes Schau-Aquarium. Zuvor hatte die Direktion des Berliner Zoologischen Gartens langwierige, ergebnislose Verhandlungen über eine Verbindung der beiden Institutionen geführt, etwa durch einen gemeinsamen Neubau auf dem Gelände des Zoos. Der Actien-Verein des Zoologischen Gartens beschloss endlich, in ausschließlich eigener Verantwortung ein Aquarium zu bauen und erhöhte dafür sein Aktienkapital um 500.000 Mark auf 3,3 Millionen Mark (das sind inflationsbereinigt in heutiger Währung rund 23.333.000 Euro).

### 1911 bis 1945

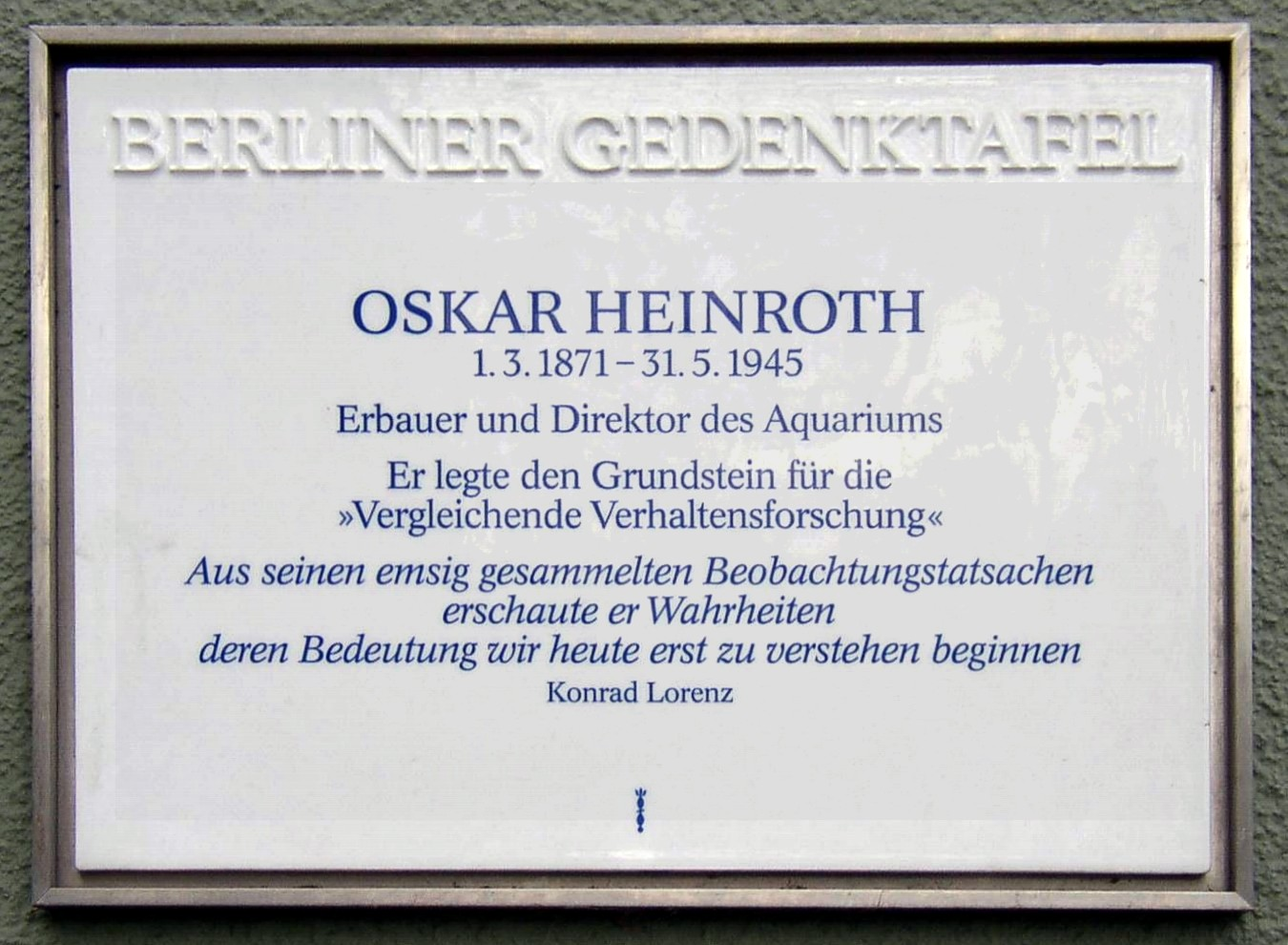
Gedenktafel für Oskar Heinroth

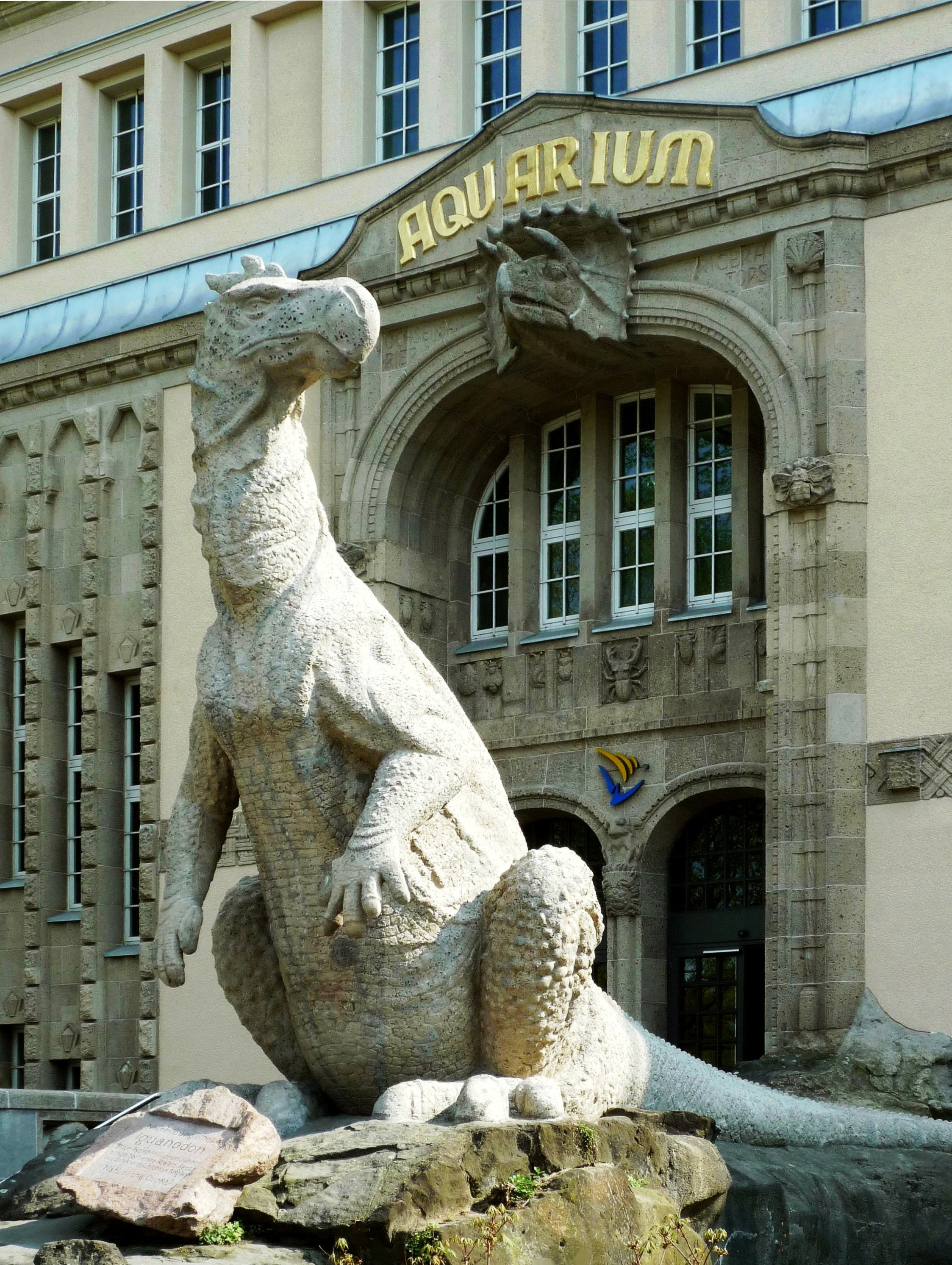
Der Eingang zum Aquarium von der Seite des Zoologischen Gartens aus

Der damalige Direktionsassistent Oskar Heinroth, der als Kustos des neuen Aquariums vorgesehen war, entwarf das tiergärtnerische Konzept und leitete die Gesamtplanung. Als Bauland konnte der alte Maschinenhof des Zoologischen Gartens genutzt werden. Zwischen 1911 und 1913 entstand für Baukosten von rund 1,14 Millionen Mark an der heutigen Budapester Straße – seinerzeit noch Teil des Kurfürstendamms – ein dreigeschossiger Bau von 53 Meter Länge und 35 Meter Breite, entworfen von den Architekten Zaar & Vahl. An die Westseite anschließend wurde ein Wohn- und Bürohaus erbaut. Den künstlerischen Schmuck des Gebäudes gestaltete der Maler Heinrich Harder, ein Spezialist für die Darstellung prähistorischer Tiere. Thema seiner Reliefs, Majoliken und Mosaiken waren die frühen, inzwischen ausgestorbenen Vorgänger der im Aquarium gezeigten Tiere. Vor dem Eingang zum Aquarium von der Seite des Zoologischen Gartens her – ursprünglich als Haupteingang geplant und gestaltet – steht als besonderer Akzent die lebensgroße Nachbildung des Iguanodon, eines aufgerichtet fünf Meter hohen Dinosauriers der Kreidezeit, ebenfalls eine Arbeit von Harder. Mittelpunkt und Hauptattraktion des Hauses wurde eine Krokodilhalle mit Hängebrücke, 27 Meter lang und zehn Meter breit, die sich über mehrere Stockwerke erstreckte. Eine solche für Besucher unmittelbar begehbare zoologische Anlage unter Dach hatte es zuvor nirgendwo gegeben.
Im unteren Stockwerk, dem eigentlichen Aquarium, waren Süßwasser- und Meeresbewohner untergebracht, in der darüberliegenden Etage hauptsächlich Reptilien und Amphibien, im obersten Geschoss Käfer, Bienen, Spinnen, Schmetterlinge usw. Das Salzwasser für die Meeresbewohner gelangte zunächst in Lastkähnen von der Nordsee über die Elbe zur Tiergartenschleuse am Landwehrkanal, von dort pumpte es die Berliner Feuerwehr durch eine Schlauchleitung von einem Kilometer Länge in die Becken des Aquariums. Nach dem Ersten Weltkrieg erwies sich dieses Verfahren als zu teuer; wie schon früher im Aquarium Unter den Linden stellte man nun künstliches Seewasser dadurch her, dass verschiedene Seesalze in Süßwasser aufgelöst wurden.
Eröffnet wurde das Aquarium am 18. August 1913. Bedingt durch den Ersten Weltkrieg und die allgemeine Notsituation der ersten Nachkriegsjahre war das Unternehmen zunächst nur mäßig erfolgreich. Nach 1923 begann eine rasche Entwicklung zum artenreichsten Aquarium der Welt. Bei seiner Eröffnung waren etwa 400 Tierarten vorhanden; Im Jahr 1939, zu Beginn des Zweiten Weltkriegs, zählte man 746 Arten mit 8532 einzelnen Tieren. Während des Krieges, am 23./24. November 1943, zerstörte ein Bombenvolltreffer in die Krokodilhalle das Haus bis auf die Grundmauern. Durch weitere Kriegseinwirkungen wurden auch die Nebengebäude verwüstet. Kurz nach Kriegsende starb am 31. Mai 1945 Oskar Heinroth, der 1929 zum Direktor des Aquariums ernannt worden war.

### Nach 1945

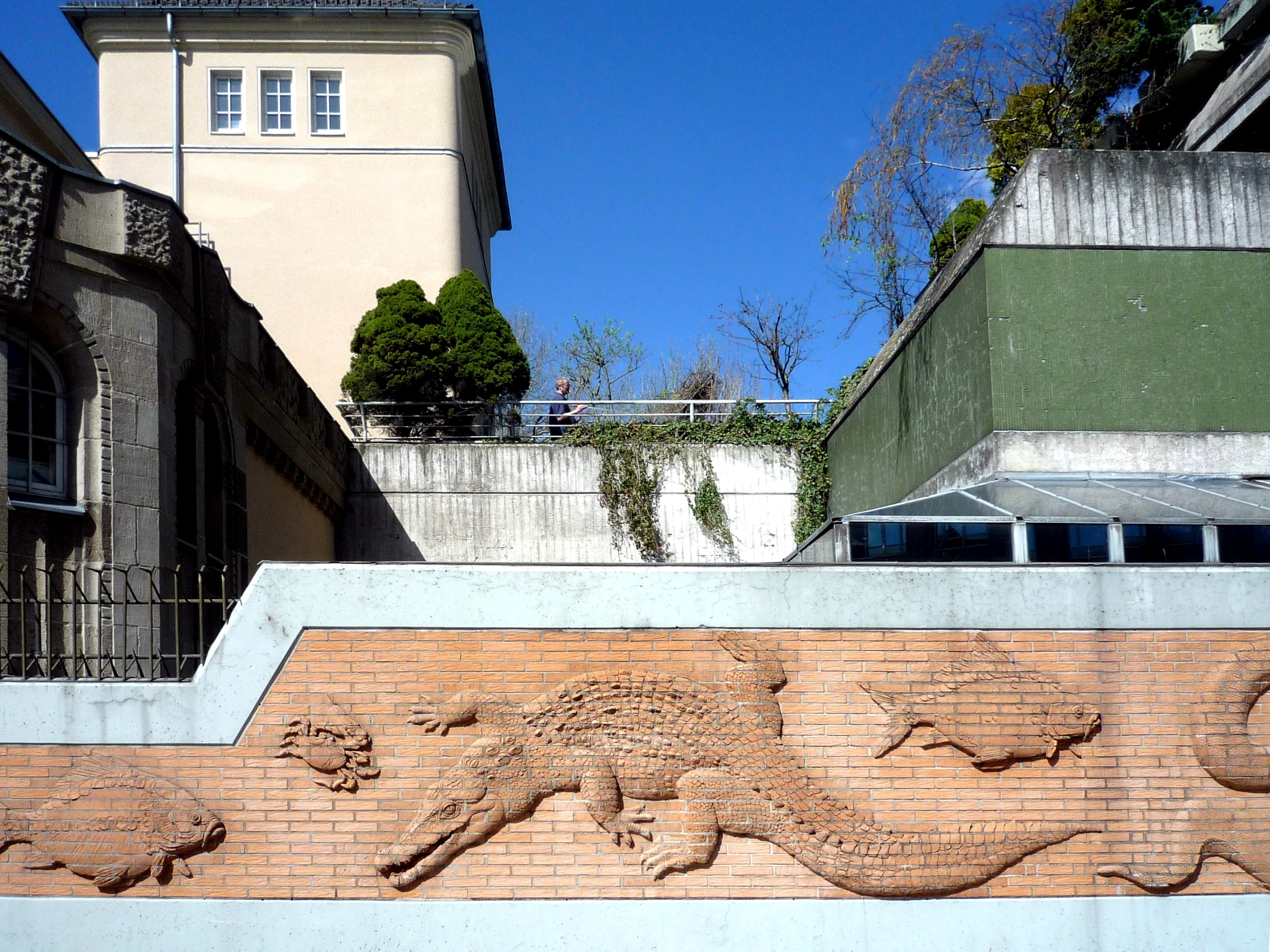
Übergang zum Erweiterungsbau

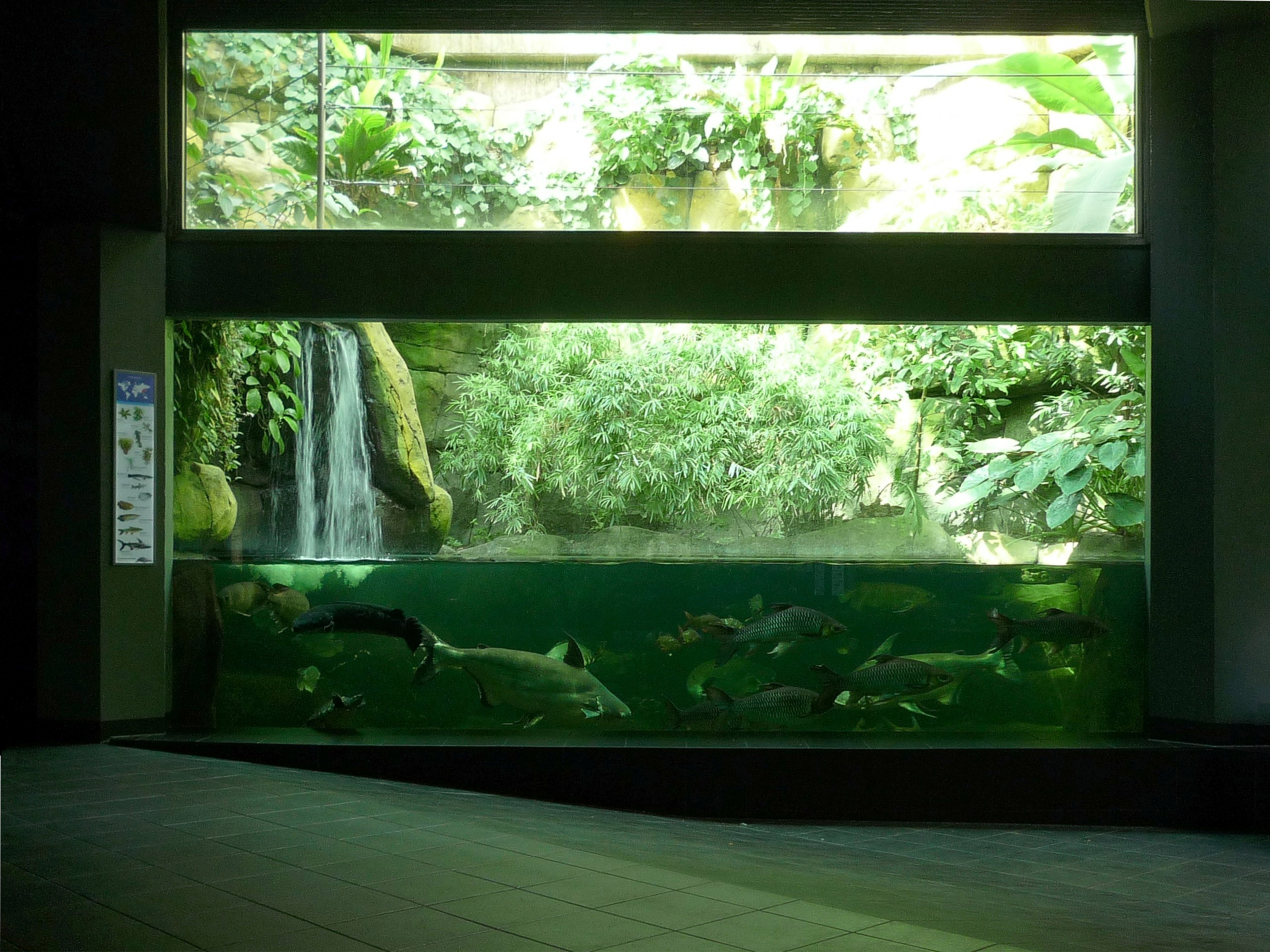
Landschaftsbecken im Erweiterungsbau

Den Wiederaufbau des fast völlig zerstörten Zoologischen Gartens unter den schwierigen Bedingungen der frühen Nachkriegszeit leitete seit August 1945 die Zoologin Katharina Heinroth, die Witwe Oskar Heinroths, gemeinsam mit dem Zoologen, Biologen und Paläontologen Werner Schröder, der zunächst als kaufmännischer Direktor eingesetzt wurde und seit 1952 Direktor des Aquariums war. Aus Kostengründen wurde das Gebäude des Aquariums auf den Ruinen des alten Hauses wiedererrichtet, dessen Kellerräume erhalten geblieben waren. Die zuvor mit bildlichen Darstellungen reich geschmückte Fassade erhielt aus Geldmangel eine einheitlich verputzte Oberfläche. Am 13. September 1952 erfolgte eine Teil-Wiedereröffnung und im Erdgeschoss konnten wieder Meeres- und Süßwassertiere gezeigt werden. Im November 1956 eröffneten die Krokodilhalle und die Schlangenabteilung, 1959 war das Insektarium fertiggestellt. Im Jahr 1968 besaß das Berliner Aquarium wieder die artenreichste Sammlung der Welt, darunter befanden sich zahlreiche erstmals nach Europa importierte Tiere.
Rund 25 Jahre nach dem Wiederaufbau traten am Gebäude zunehmend Probleme auf, die aus den Materialmängeln der ersten Nachkriegszeit resultierten. Das ganze Haus musste schrittweise saniert werden, blieb aber gleichzeitig für das Publikum eingeschränkt zugänglich. Für die meisten Tiere fanden sich vorübergehende Unterkünfte im Aquarium selbst. Die Krokodile mussten ausgelagert werden, sie lebten zeitweilig in der Halle des historischen Antilopenhauses. Hilfreich in dieser Phase war ein neuer, moderner Anbau östlich des Aquariums, hierher konnte ein Teil des Tierbestandes verlagert werden. Die technisch-wissenschaftliche Planung für den Erweiterungsbau und für die Sanierung des Altbaus lag in den Händen von Jürgen Lange; er wurde Anfang 1978 zum Kustos des Aquariums bestellt, nachdem Werner Schröder in den Ruhestand getreten war.

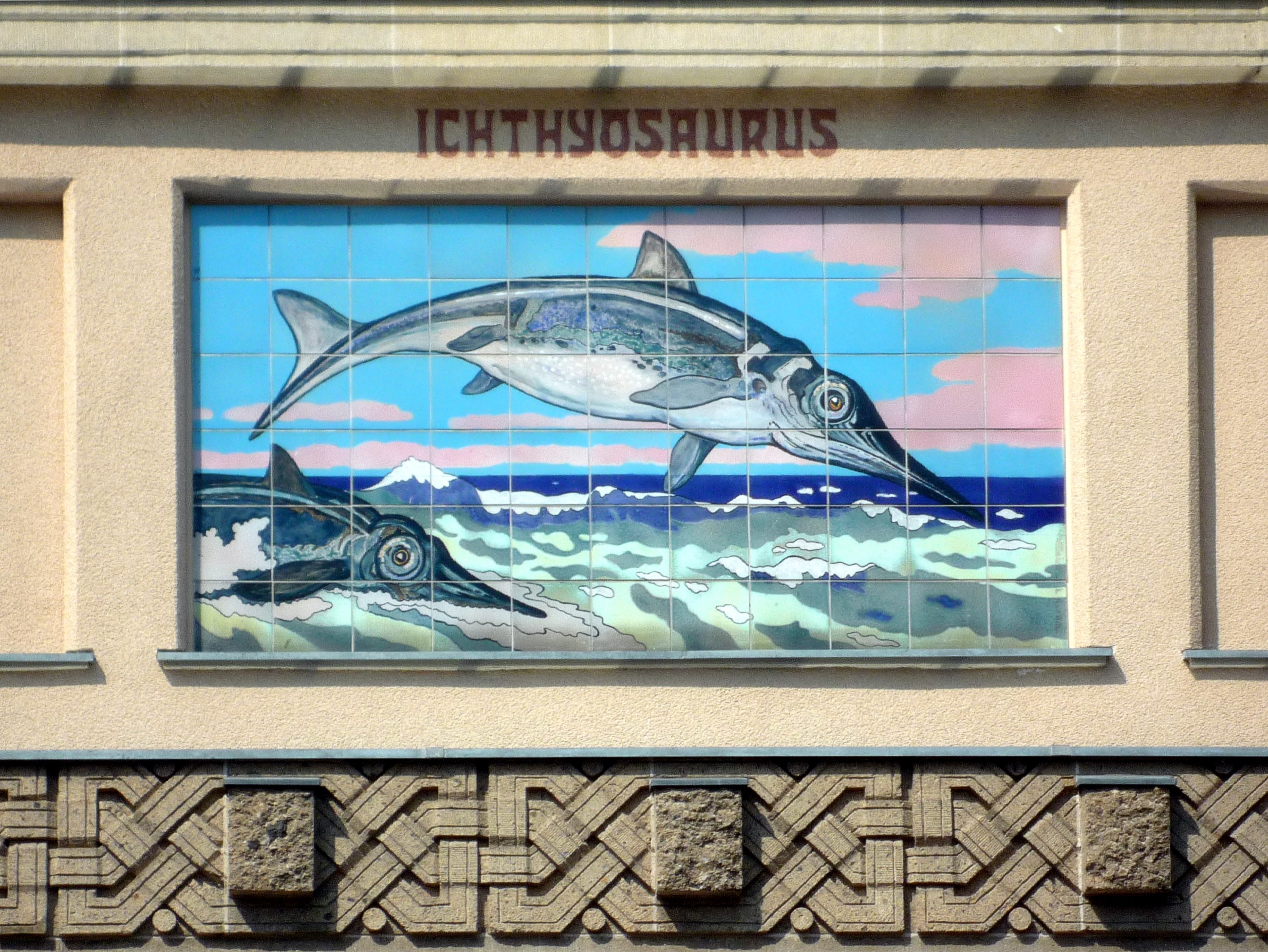
Tierdarstellung an der Fassade

Zwischen 1978 und 1980 entstand für sieben Millionen Mark der achteckige Anbau, als Landschaftsaquarium konzipiert. In fünf relativ weitläufigen Becken – verglichen mit den kleinformatigen Schaukästen im Altbau – werden Ausschnitte aus der Flora und Fauna spezieller Biotope gezeigt, einschließlich der jeweiligen Ufervegetation. Zwei der Becken stehen unter dem Thema Korallenmeer, zwei zeigen südamerikanische Flüsse und ein weiteres die Gewässer Südostasiens. Ebenfalls im Neubaubereich befinden sich ein Rundumbecken mit 50.000 Litern Inhalt für nordamerikanische Löffelstöre und ein 40.000 Liter fassendes Becken für Haie und Meeresschildkröten. Auf dem Dach und im Untergeschoss sind verschiedene technische Einrichtungen untergebracht.
Die umfassende Sanierung des Altbaus war 1983 abgeschlossen, die Gesamtkosten betrugen 27,4 Millionen Mark. Der Bildhauer Hans Joachim Ihle übernahm die künstlerische Ausgestaltung des Gebäudes, insbesondere die Wiederherstellung des Fassadenschmucks. Einige der schwer beschädigten Mosaiken waren fragmentarisch erhalten geblieben, es fanden sich noch fünf von ursprünglich 14 Originalentwürfen Heinrich Harders sowie eine Reihe alter Fotografien der Fassaden. Anhand dieses Materials konnten die alten Tiermotive rekonstruiert werden. Die wissenschaftliche Genauigkeit dieser Darstellungen war schon früh ein Diskussionsgegenstand. In einer Beschreibung von 1913 hieß es: „Solche Rekonstruktionen mögen für die hochwissenschaftlichen Museen ihr Bedenkliches haben, weil die Phantasie dabei notgedrungen eine mehr oder weniger große Rolle spielen muß; der Zoologische Garten als mehr volkstümliche Bildungsanstalt darf derartiges wohl wagen für den guten Zweck“.

## Tierbestand
Insgesamt werden im Zoo-Aquarium rund 13.000 Tiere in mehr als 1.000 Arten gehalten. In einer Broschüre des Aquariums wird der Tierbestand vorgestellt, die einzelnen Kapitel behandeln jeweils entweder eine Gattung, eine Familie (z. B. Leguane) oder eine Ordnung (z. B. Schmetterlinge):

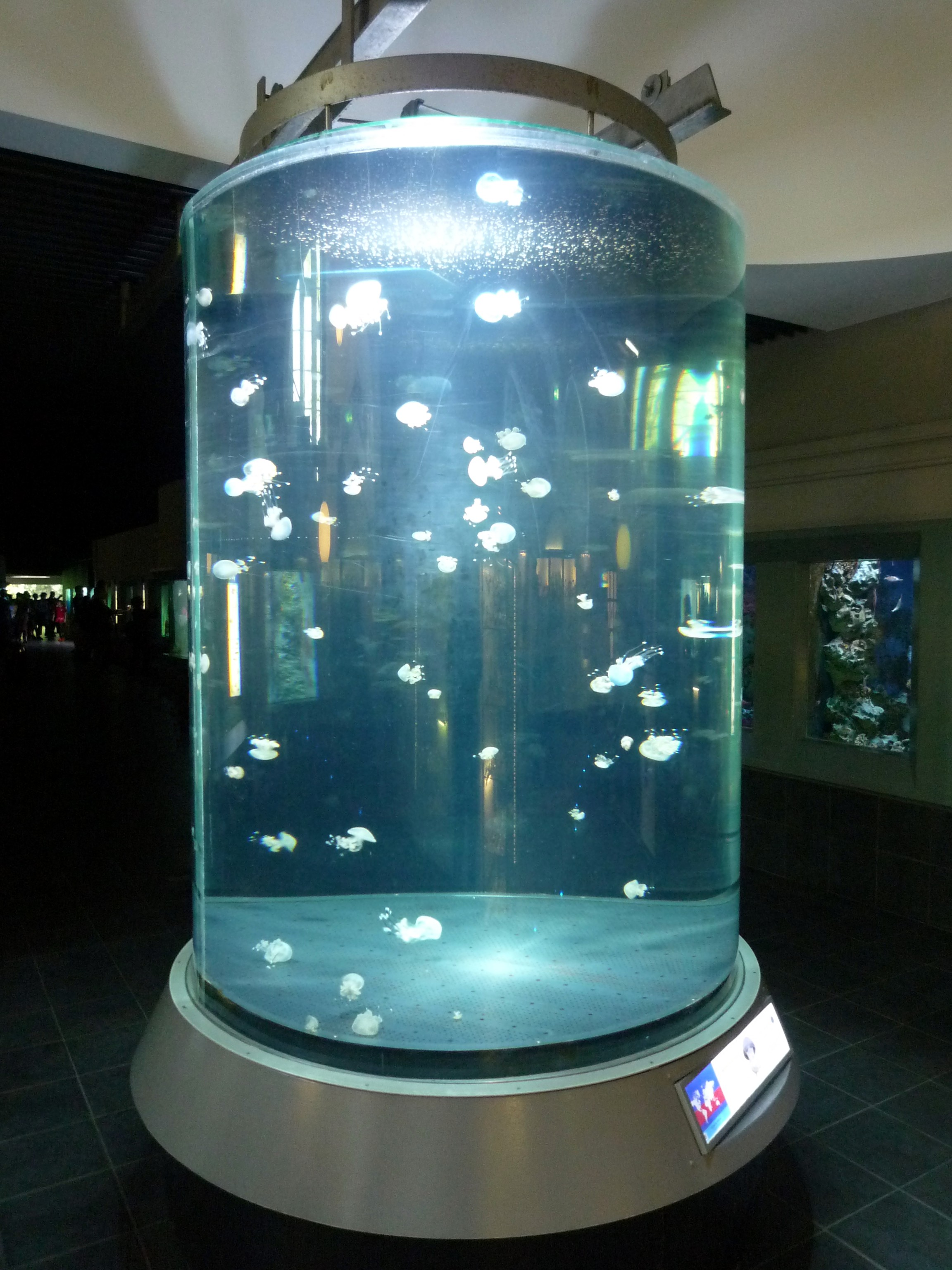
Quallen im freistehenden Glaszylinder

Meerestiere: Schirmquallen, Hydroquallen, Seeanemonen, Steinkorallen, Korallenanemonen, Lederkorallen, Hornkorallen, Röhrenwürmer, Krebse, Pfeilschwanzkrebse, Schnecken, Muscheln, Tintenfische, Stachelhäuter, Seeigel, Haie und Rochen, Katzenhaie, Muränen, Anglerfische, Tannenzapfenfische, Soldatenfische und Eichhörnchenfische, Petersfische, Röhrenmäuler, Rotfeuerfische, Zackenbarsche, Fahnenbarsche, Süßlippen, Argusfische, Fledermausfische, Falterfische, Kaiserfische, Kardinalbarsche, Anemonenfische, Stachelmakrelen, Schiffshalter, Lippfische, Grundeln, Seewölfe, Doktorfische, Kaninchenfische, Drückerfische, Kofferfische, Kugelfische und Igelfische.
Süßwasserfische: Karpfenfische, Knochenzüngler, Salmler, Zitteraal, Buntbarsche, Welse, Regenbogenfische, Vieraugenfische, Schützenfische, Labyrinthfische, Lungenfische.
Reptilien: Krokodile, Landschildkröten, Wasserschildkröten, Leguane, Basilisken, Anolis, Brückenechsen, Agamen, Krustenechsen, Geckos, Gürtelschweife, Skinke, Warane, Riesenschlangen, Ottern, Nattern, Grubenottern.
Amphibien: Salamander und Molche, Krallenfrösche und Wabenkröten, Zipfelkrötenfrosch, Kröten, Baumsteigerfrösche, Laubfrösche, Frösche.
Gliedertiere: Tausendfüßer, Raubwanzen, Heuschrecken, Stabheuschrecken, Käfer, Blattschneiderameisen, Schmetterlinge, Skorpione, Vogelspinnen, Netzspinnen.
Die natürlichen Lebensräume vieler Amphibien, Süsswasserfische und Meerestiere sind gefährdet. Unter dem Aspekt des Natur- und Artenschutzes wird daher versucht, die im Aquarium Berlin gehaltenen Tiere hier möglichst auch zu züchten. Ein Schwerpunkt ist die schwierige Zucht von Quallen, Korallen und Korallenfischen. Die Haltung von Korallen erfordert einen extrem großen technischen Aufwand allein für die Zusammensetzung und ständige Bewegung des Wassers sowie für Lichtintensität und -farbe. Bei den winzigen Jungquallen und bei der Aufzucht der ebenfalls sehr kleinen Korallenfische ist das geeignete Futter ein zentrales Problem.
Verschiedene Quallenarten sind in Aquarien im Erdgeschoss zu sehen; besonderer Anziehungspunkt ist ein großes, freistehendes zylindrisches Becken mit Gepunkteten Wurzelmundquallen. Die wertvollsten Tiere im Zoo-Aquarium Berlin waren die Komodowarane, mit bis zu drei Meter Länge und 250 Kilogramm Gewicht sind sie die größten Echsen der Welt. Sie leben streng geschützt ausschließlich auf Komodo und drei weiteren indonesischen Inseln und dürfen das Land nur als Staatsgeschenk verlassen. Eine Besonderheit im Rahmen des Aquariums ist die Gruppe der seltenen neuseeländischen Brückenechsen, die oft als lebende Fossilien bezeichnet werden. Sie lebten schon vor 225 Millionen Jahren, damals auf der Erde weit verbreitet. Heute sind sie nur noch auf einigen zu Neuseeland gehörenden Inseln zu finden. Mit Rücksicht auf ihre Heimat in gemäßigtem Klima besitzt ihr Terrarium eine Kühlanlage – bei der Haltung von Reptilien eine ganz unübliche Einrichtung.

## Technische Infrastruktur

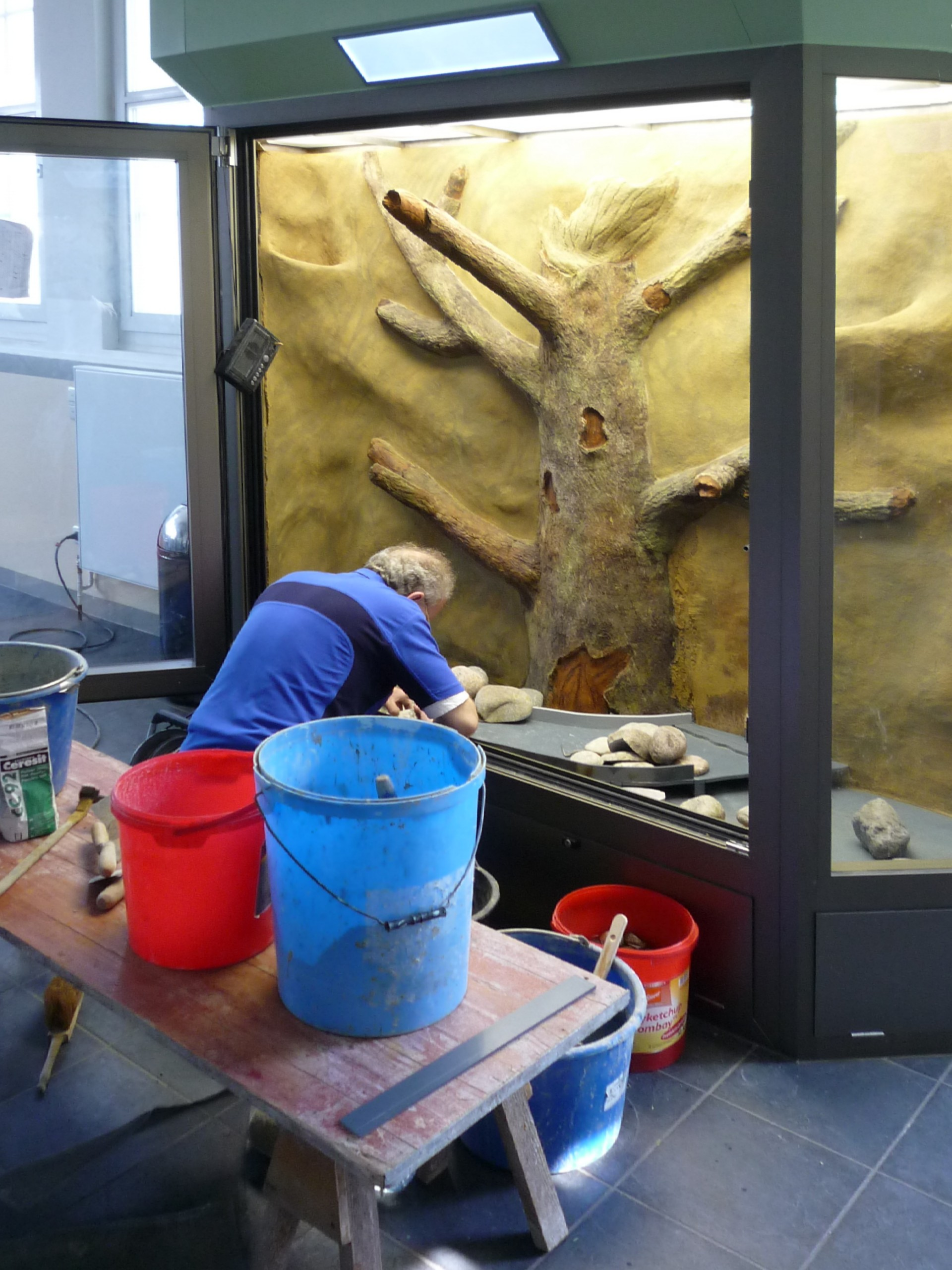
Einrichtung einer Schauvitrine

→ Für allgemeine technische Details siehe auch Hauptartikel Aquarium.
Die meisten im Aquarium lebenden Tiere reagieren auf Umweltveränderungen wesentlich empfindlicher als Säugetiere und Vögel. Ihre natürlichen Lebensbedingungen müssen daher besonders sorgfältig nachgeahmt werden. In einem großen Aquarium wie dem Zoo-Aquarium Berlin sind die technischen Einrichtungen umfangreicher als in jedem anderen Tierhaus. Hier lassen sich heute nach den tierpflegerischen Erfahrungen der letzten Jahrzehnte und bei Einsatz aktueller technischer Mittel auch hochempfindliche Tierarten über lange Zeiträume halten und sogar züchten. Durch neuentwickelte Systeme in der Filter-, Strömungs- und Beleuchtungstechnik kann man nun auch Meerestiere wie Haie, Quallen und Korallen zeigen. Demzufolge liegt der Schwerpunkt der Tierhaltung im Aquarium Berlin inzwischen stärker als zuvor bei der Seewasseraquaristik.
Die Wasserqualität ist von überragender Bedeutung. Ständig muss die erhebliche Belastung durch Kot, Futterreste und abgestorbene Organismen ausgeglichen werden. Im Aquarium Berlin wird das Wasser in jedem Becken separat aufbereitet, auch um der Verbreitung von Krankheiten vorzubeugen. Der Inhalt eines jeden Beckens, gleich welcher Größe, wird in etwa einer Stunde gefiltert. Vier Wassersorten stehen zur Verfügung: Kalt- und Warmwasser, Salzwasser und völlig salzfreies Wasser, letzteres zum Gießen der Pflanzen, für „Tropennebel“ und zur Korrektur der Wasserhärte in den Aquarien. Ein computergesteuertes Alarmsystem überwacht rund um die Uhr alle wichtigen technischen Installationen. Bei vorübergehenden Unregelmäßigkeiten kann ein Dieselaggregat die Stromversorgung übernehmen.
Für neu eintreffende oder kranke Tiere sowie für Nachzuchten ist eine ausreichend große Zahl von Quarantäne- und Reservebecken vorhanden. Große Teile des Futterbedarfs werden im Hause selbst gezüchtet oder kultiviert. Eine Futtertierstation im Keller sorgt für bedarfsgerechte Versorgung mit Ratten (jährlich ca. 13.000), Mäusen (ca. 20.000) oder Meeresplankton. Im Insektarium züchtet man als Futtertiere Fruchtfliegen und Stubenfliegen sowie Wanderheuschrecken (ca. 12.000), Grillen und Heimchen (zusammen ca. 520.000); in Hydrokulturen wächst Saatweizen, der als Futtermittel dient. Aus eigenen Gewächshäusern auf dem Dach des Hauses stammen Pflanzen für Aquarien und Terrarien, die mit Sicherheit frei von schädlichen Insektiziden sind.

## Bepflanzung

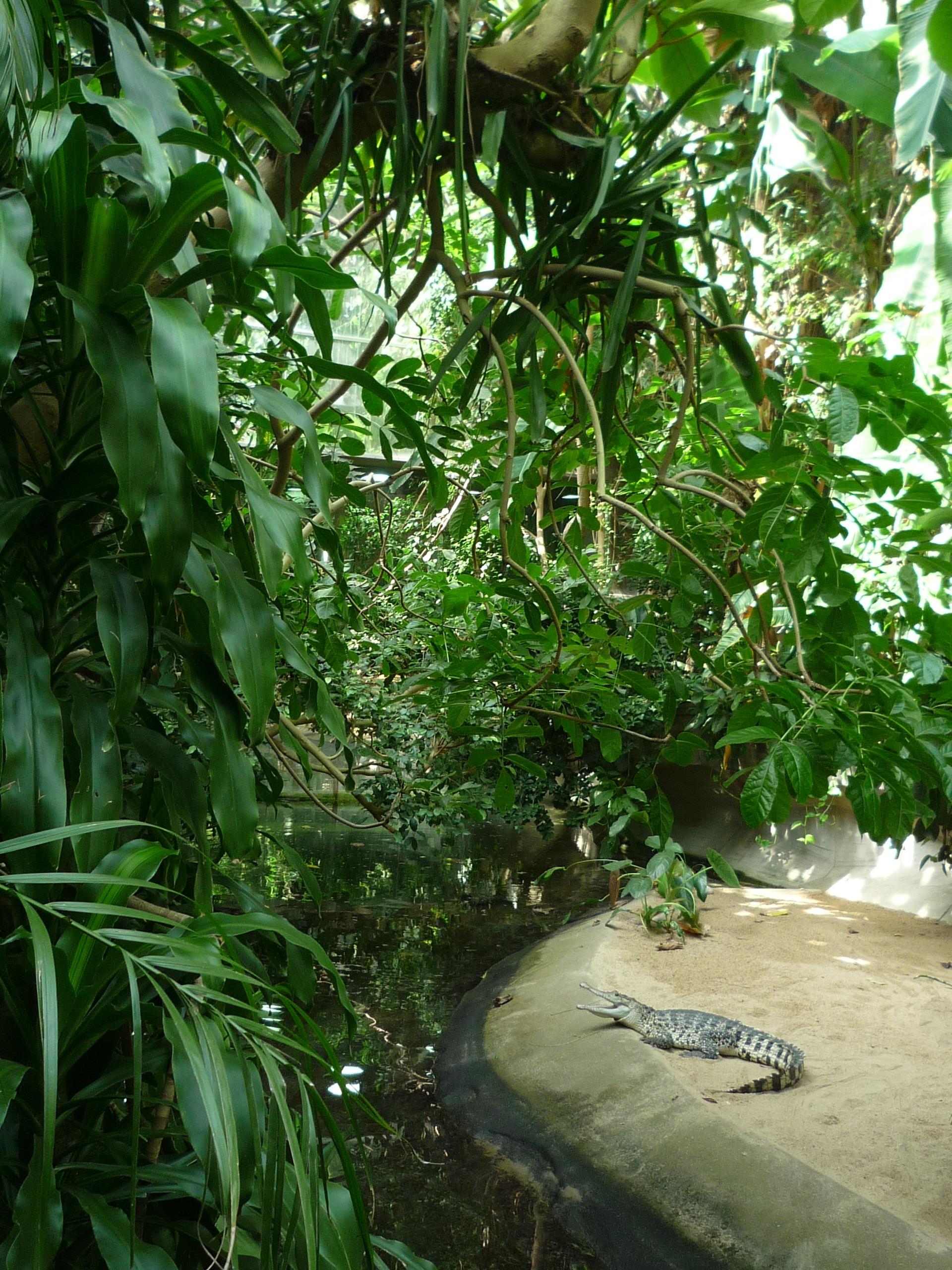
Blick in die Krokodilhalle

Im Aquarium werden insgesamt rund 250 verschiedene Pflanzenarten gehalten. Zur Pflege besonders empfindlicher Pflanzen beschäftigt das Zoo-Aquarium einen Zierpflanzengärtner, der auch herangezogen wird, wenn etwa ein spezielles Terrarium biotopgerecht neu bepflanzt werden muss.
Die Vegetation in den Schauräumen sollte möglichst den heimatlichen Lebensräumen der gezeigten Tiere entsprechen. Beispielsweise stehen in der Krokodilhalle Pflanzen des tropischen Regenwaldes wie Bananenstauden, Drachenbäume und Papayas; im Großterrarium der Nashornleguane finden sich Kakteen und Agaven aus der Vegetation der Trockengebiete Mittelamerikas; für die kleinen, giftigen Baumsteigerfrösche des mittel- und südamerikanischen Regenwaldes sind neben hoher Luftfeuchtigkeit Ananasgewächse (Bromelien) in großer Anzahl lebenswichtig: in den Trichtern ihrer Blätter sammelt sich das Restwasser, in dem die Kaulquappen schlüpfen.
Bei der authentischen Bepflanzung sind jedoch Kompromisse unvermeidlich. Viele Fische fressen gerne weiche und feinstrukturierte Gewächse, Echsen zerstören mit ihren Krallen große, fleischige Blätter, dünne Zweige brechen unter dem Gewicht von Reptilien – in der freien Natur normale Vorgänge, in Aquarien und Terrarien nur begrenzt praktikabel. Andererseits erholen sich beschädigte Pflanzen im hauseigenen Gewächshaus oft so weit, dass sie in den Schauräumen wiederholt verwendet werden können. In der Krokodilhalle gibt es keine derartigen Probleme. Schäden an der Vegetation entstehen hier allenfalls durch Blattläuse und ähnliche Schadinsekten; da man sie nicht durch Chemikalien bekämpfen kann, werden mit Erfolg natürliche Feinde wie Brillenvögel und Geckos ausgesetzt.

## Angebote für Kinder und Jugendliche

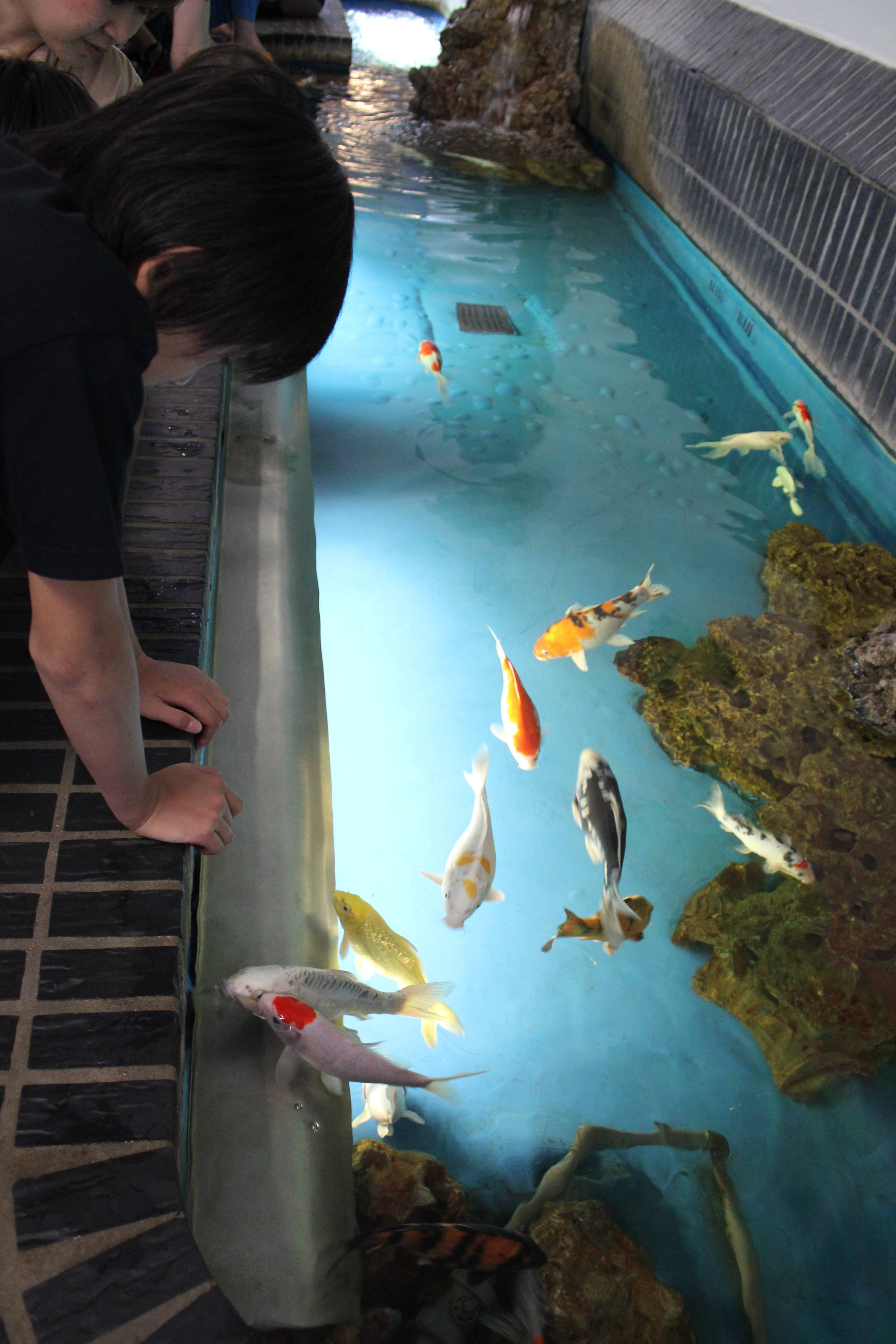
Nishikigoi-Becken

Im Rahmen der Zooschule bietet das Aquarium kostenfreie Führungen für Berliner Schulklassen an. Sie sind wahlweise als Unterrichtseinheiten konzipiert, für den Projektbereich oder für Schulausflüge geeignet. Die Themen sind jahrgangsbezogen und auf die Rahmenlehrpläne ausgerichtet. Es ist allerdings auch möglich, methodisch und inhaltlich auf andere Jahrgangsstufen und auf Gruppen mit beeinträchtigten Kindern einzugehen. Die meisten Führungen können zudem englischsprachig durchgeführt werden. 
Eine Besonderheit ist die Junior-Zoo-Universität Berlin für jeweils 50 Schülerinnen und Schüler der 5. und 6. Klassen. In Vorträgen und Seminaren setzt sich hier jeder Teilnehmer mit Fragestellungen der Zoologie auf den fünf Kontinenten und in den Polargebieten auseinander.

## Unternehmensform
Das Berliner Aquarium wird zusammen mit dem Zoologischen Garten als börsennotierte Aktiengesellschaft geführt. 3000 der insgesamt 4000 Namensaktien der Zoologischer Garten Berlin Aktiengesellschaft tragen die Bezeichnung mit Aquarium und haben einen Nennwert von je 1000 Mark (Wertpapierkennnummer WKN 503 180). Über die Aktiengesellschaft heißt es in ihrer Satzung vom 14. Mai 1869 in der geänderten Fassung vom 18. Juni 2009 in § 2 (Zweck der Gesellschaft): „… Die Gesellschaft hat es sich insbesondere zur Aufgabe gemacht, die im Zoologischen Garten gepflegten Tiere nach dem neuesten Stand tiergärtnerischer Erkenntnisse zu halten, zu vermehren und eine sinnvolle Auswahl von Tierformen für pädagogische Zwecke zur Anschauung zu bringen“, und in § 3 (Gemeinnützigkeit): „Die Gesellschaft verfolgt ausschließlich, unmittelbar und selbstlos gemeinnützige Zwecke (…) Die Aktionäre erhalten keine Gewinnanteile in ihrer Eigenschaft als Aktionär, auch keine sonstigen Zuwendungen aus Mitteln der Gesellschaft …“
Weitergehende Informationen im
Das Zoo-Aquarium wird unterstützt durch die Fördergemeinschaft von Tierpark Berlin und Zoo Berlin e. V., sie ist offizieller Ansprechpartner für die Förderung der beiden Institutionen. Die Gemeinschaft wurde 1956 gegründet mit dem Ziel, den Tierpark in Friedrichsfelde ideell und finanziell zu unterstützen. Seit 2007 haben die beiden Hauptstadtzoos eine gemeinsame zoologische Geschäftsführung, daher nahm man auch die Förderung des Zoologischen Gartens Berlin in die Satzung auf. 2010 gründete der Förderverein die Stiftung der Freunde der Hauptstadtzoos, Hintergrund waren die sinkenden finanziellen Zuwendungen seitens des Landes Berlin.

## Das Aquarium im Film
1962 wurden Szenen des Edgar-Wallace-Films Der Fluch der gelben Schlange mit Joachim Fuchsberger und Brigitte Grothum vor und im Aquarium gedreht, u. a. findet auf der Brücke in der Krokodilhalle ein kurzer Kampf mit den Krokodilen als „Statisten“ statt. Im Film ist das Aquarium zur Identifizierung des Spielortes mit einer Leuchtreklameschrift visualisiert.